# Gokkun
Le gokkun (ごっくん, Gokkun, onomatopée japonaise équivalente à « gloups ») est une pratique sexuelle de groupe, rencontrée dans les films pornographiques, dans laquelle un groupe d'hommes éjacule tour à tour sur une personne (un homme ou une femme) qui doit ensuite lécher (ou avaler dans le cas d'un récipient) le sperme. Ce genre de pratique est souvent confondu avec le bukkake dont il est parfois considéré comme étant une variante, la différence étant que dans ce dernier cas il n'y a pas forcément d'ingestion de sperme.

## Historique
Comme dans le cas du bukkake, divers sites pornographiques prétendent que cette pratique prendrait son origine dans le Japon féodal. Une femme qui avait trompé son mari était selon ce récit mise à genoux puis forcée de subir l'éjaculation de tous les hommes de la communauté[source insuffisante]. On ne trouve pas de confirmation de cette rumeur par des sources historiques fiables, et elle peut donc être une invention de l'industrie pornographique à des fins promotionnelles.

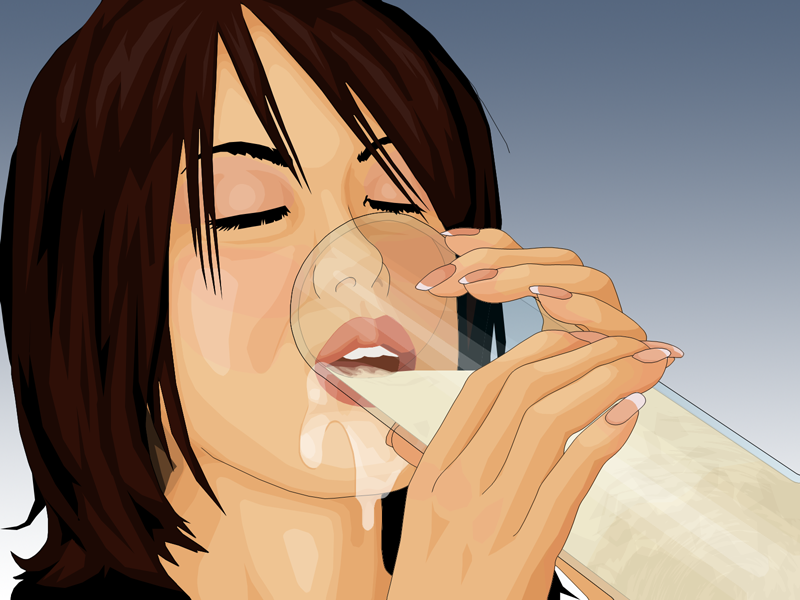
Illustration.

À l'époque contemporaine, il se présentait à l'origine sous la forme de vidéos réalisées par de simples particuliers, l'industrie pornographique n'ayant exploité ce marché que plus tardivement. Les films de gokkun sont devenus très populaires au Japon. Typiquement, on retrouve la mise en scène d'une jeune étudiante japonaise (avec son uniforme) ou d'une secrétaire, étant arrosée et couverte de sperme volontairement ou contre son gré selon le scénario, dans une classe ou un bureau.
Dans les années 2000, le gokkun s'est énormément développé, tant dans le milieu des professionnels que des amateurs. Enfin, il faut savoir que le gokkun évolue avec la société. Il n'est pas rare maintenant de rencontrer femmes ou hommes ayant ce fantasme. Le gokkun perd alors son caractère humiliant, pour prendre la forme d'une pratique libertine pouvant être appréciée dans les milieux échangistes.

## Étymologie
Gokkun est à l'origine une onomatopée en japonais, qui représente le son que l'on émet en avalant un liquide. On peut le traduire en français par « gloups ».

## Bukkake
Le bukkake est une pratique très proche mais moins extrême, car elle ne comprend pas forcément le fait de lécher et d'avaler le sperme des partenaires.

## Santé
Étant par nature un rapport sexuel non protégé, le gokkun est un comportement sexuel à risque, car pouvant favoriser la transmission d'infections sexuellement transmissibles et notamment du virus de l'immunodéficience humaine (VIH), cause du SIDA.